# Louis VIII de Rohan-Guéméné
Louis VIII de Rohan (5 août 1598 - 28 février 1667), duc de Montbazon, est un aristocrate français du XVIIe siècle.

## Biographie
Louis VIII de Rohan-Guéméné est parfois dénommé Louis VII de Rohan-Guéméné car l'histoire n'a pas conservé de traces de ce dernier.[pas clair]
Membre de la Maison de Rohan, il est le fils aîné de Hercule de Rohan-Montbazon, duc de Montbazon et de Madeleine de Lenoncourt.
Louis de Rohan est d'abord connu sous le titre de comte de Rochefort, avant de prendre celui de prince de Guémené par son mariage. Il devient le 3e duc de Montbazon en 1654.
Il est également grand veneur de France à la suite de son père, conseiller d'État et gouverneur de Dourdan
Il décède le 28 février 1667 à Coupvray.

## Famille et descendance
Marié à Anne de Rohan, princesse de Guéméné le 2 février 1619, il eut deux fils :
- Charles II, duc de Montbazon (1633-1699), engagé dans l’armée hollandaise contre la France, qui épouse Jeanne-Armande de Schomberg
- Louis, chevalier de Rohan.

## Extrait des «Mémoires deSaint-Simon»
Il s'agit du chapitre IX du tome 2 : « Le prince de Guéméné était un homme de beaucoup d'esprit, et encore plus Anne de Rohan sa femme, fille de Pierre, prince de Guéméné, frère aîné de son père. Lui, elle et Mme de Chevreuse, toute leur vie, ne furent qu'un, et avec eux, en quatrième, leur belle-mère, seconde femme de leur père, qui avait autant d'esprit et d'intrigue qu'eux; et, ce qui peut passer pour un miracle, toutes trois parfaitement belles et fort galantes, sans que leur beauté ni leur galanterie ait jamais formé le moindre nuage de galanterie ni de brouillerie entre elles ».